# Volk (album)
 (février 2018).
Albums de Laibach
WAT
(2003) Laibachkunstderfuge
(2008)
Volk est un album du groupe slovène Laibach sorti le 23 octobre 2006. 

## Historique
Volk est un album de reprises d'hymnes nationaux. Les langues d'origine de ces derniers et l'anglais s'entremêlent sur les différents titres. Laibach intègre des textes plus actuels et critiques, parfois teintés d'ironie, aux paroles originales, comme sur les morceaux « Anglia ou « Francia ».

« Listen to the sound on the streets and in the ghettos
Listen to these mercenaries, stone throwers, pyromaniacs
Listen to the unnamed barbarians, traitors, the rebel
Listen to the roaring of this fearsome force
Under their flag of victory and freedom
It's never too late, it's never too late »

Un sample d'un prédicateur peut être entendu sur le morceau « America ». Certaines paroles de ce titre sont d'ailleurs tirées de « Satanic Verses », de l'album WAT. Le dernier morceau, « NSK », est une réinterprétation de « The Great Seal », hymne de l'état virtuel Neue Slowenische Kunst (NSK) et publié initialement en 1987 sur l'album Opus Dei.  Boris Benko et Primož Hladnik du groupe slovène Silence ont collaboré à la conception de l'album.

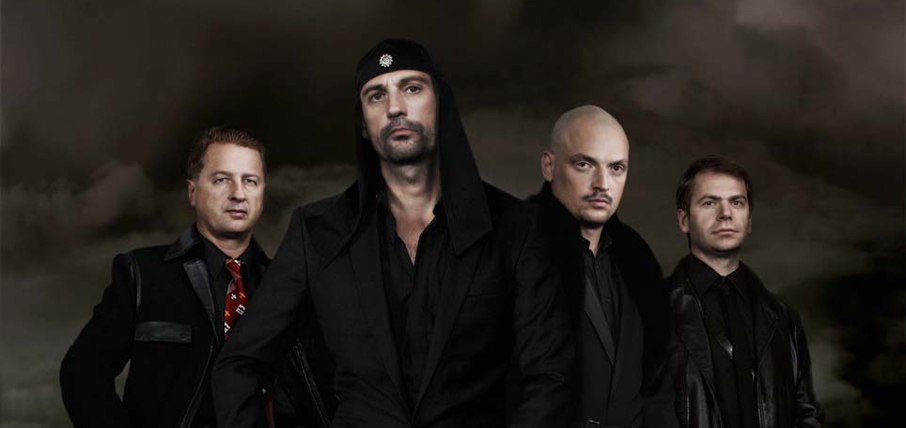
Laibach (2006) : Ivan Novak, Milan Fras, Boris Benko, Primož Hladnik

Le single « Anglia » sort le 9 octobre 2006, accompagné par une vidéo réalisée par Sašo Podgoršek. D'autres vidéos officielles illustrant des titres de Volk seront mises en ligne : « Francia », « Rossiya », « Slovania », « Vaticanae » et « Türkiye ». Un DVD dénommé Volk - Dead In Trbovlje et filmé à Trbovlje sort le 28 juillet 2018.
Laibach joue sur l’ambiguïté du titre Volk, celui-ci pouvant se traduire de différentes manières en fonction de la langue. Il signifie ainsi « peuple » ou « nation » en allemand mais aussi « loup » en slovène.

## Liste des titres
Une édition limitée du CD existe sous la forme d'un livre cartonné.
| No  | Titre     | Auteur                                                     | Hymne                                             | Durée |
| --- | --------- | ---------------------------------------------------------- | ------------------------------------------------- | ----- |
| 1.  | Germania  | Joseph Haydn                                               | Das Lied der Deutschen                            | 4:01  |
| 2.  | America   | John Stafford Smith                                        | The Star-Spangled Banner                          | 4:48  |
| 3.  | Anglia    |                                                            | God Save the Queen                                | 3:46  |
| 4.  | Rossiya   | Alexander Alexandrov, Sergueï Mikhalkov                    | Hymne de l'Union soviétique                       | 3:51  |
| 5.  | Francia   | Claude Joseph Rouget de Lisle                              | La Marseillaise                                   | 4:16  |
| 6.  | Italia    | Michele Novaro                                             | Il Canto degli Italiani                           | 4:48  |
| 7.  | España    |                                                            | Marcha Real (musique) et Himno de Riego (paroles) | 3:10  |
| 8.  | Yisrā'el  | Paul Ben-Haim, Ahmad Salim Flayfel, Mohammad Salim Flayfel | Hatikvah (Israël) et Fida'i (Palestine)           | 3:06  |
| 9.  | Türkiye   | Osman Zeki Üngör                                           | İstiklâl Marşı                                    | 4:30  |
| 10. | Zhōnghuá  | Niè Er                                                     | La Marche des Volontaires                         | 3:48  |
| 11. | Nippon    | Hiromori Hayashi                                           | Kimi ga yo                                        | 7:32  |
| 12. | Slovania  |                                                            | Hej Sloveni                                       | 4:07  |
| 13. | Vaticanae | Charles Gounod                                             | Inno e Marcia Pontificale                         | 2:54  |
| 14. | NSK       | Laibach                                                    | The Great Seal                                    | 3:47  |

## Crédits
Les personnes suivantes ont participé à l'élaboration de Volk.
- Laibach - mixage, production, arrangements (titres 1 à 13), conception graphique, peinture
- Silence - production, arrangements (titres 1 à 13)
- Boris Benko - chant (1, 2, 3, 4, 5, 6, 7, 11, 12, 13)
- Yolanda Grant-Thompson - chant (2, 13)
- Mina Špiler - chant (5, 7)
- Maria Awa - chant (7)
- Artie Fishel - chant (8)
- Zed Mehmet - chant (9)
- Elvira Hasanagić - chant (9)
- Seaming To - chant (10)
- Nagisa Moritoki - chant (11)
- Brina Vogelnik Saje - chant (12)
- Luka Jamnik - synthétiseurs analogiques (2, 4 et 5)
- Miha Dovžan - cithare (6)
- Peter Dekleva - guitare acoustique (4)
- Anne Carruthers - violoncelle (4, 11)
- Vitalij Osmačko - direction du chœur d'enfants (4):
  - Janja Cerar
  - Dasha Khotuleva
  - Anna Vidovich
  - Nastja Yatsko
- Alojz Zupan - direction des cuivres, Delavska Godba Trbovlje (14)
- James Aparicio - assistant ingénieur
- Tom Meyer - mastering
- Tanja Berčon - conception, mise en page
- Phant & Puntza - conception, mise en page
- Paul Walton - mixage
- Gregor Zemljič - support technique
- Iztok Turk - support technique
- Uroš Umek - support technique
- Robert Schilling - chef de projet

## Versions
Plusieurs versions CD de Volk ont été publiées.
| Type | Label        | Référence     | Année | Pays                     |
| ---- | ------------ | ------------- | ----- | ------------------------ |
| CD   | Mute Records | CD STUMM 276  | 2006  | Royaume-Uni              |
| CD   | Mute Records | LCD STUMM 276 | 2006  | Europe, Royaume-Uni, USA |